# TP CIOD de Pangi
TP CIOD de Pangi is een voetbalclub uit Congo-Kinshasa uit de stad Maniema. Ze spelen in het Linafoot, de nationale voetbalcompetitie van Congo-Kinshasa.